# Begleri

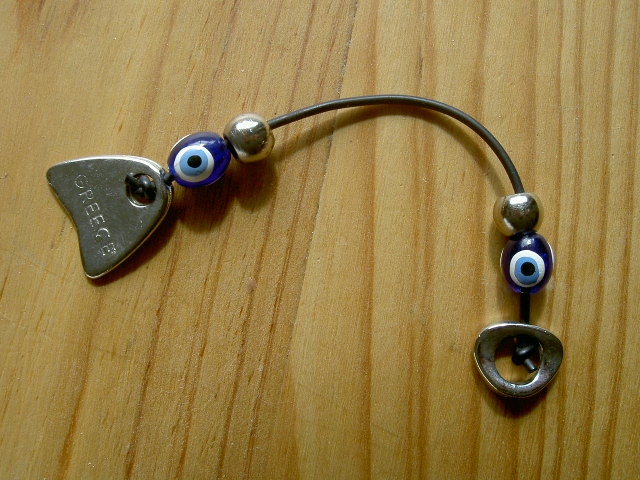
Một ví dụ của begleri hiện đại

Begleri (tiếng Hy Lạp:μπεγλέρι) là một đồ chơi kĩ năng (skill toy) cấu tạo bao gồm một sợi dây và hai quả nặng (bead) bằng nhau treo ở hai đầu dây .Begleri có nguồn gốc từ Hy Lạp. Chúng rất đa dạng về hình thức, quả nặng có thể là đá quý, kim loại, gỗ,...

## Lịch sử
Begleri xuất phát từ Hy Lạp, gắn liền với nền văn hóa truyện tranh của người Hy Lạp (thần thoại Hy Lạp). Từ những năm 1960, trò chơi này của người Hy Lạp đã được cải tiến hơn, nó chủ yếu được ưa thích bởi các quân lính trong quân đội Hy Lạp và ngày càng lan rộng. Vào những năm 2000-2010, sự phát triển của internet và mạng xã hội cũng dẫn đến sự phát triển thịnh vượng của trò chơi kỹ năng (skill toy). Các forum, các nhóm trên mạng xã hội ngày càng có nhiều người tham gia, tìm hiểu và dẫn đến sự yêu thích, niềm đam mê với các bộ môn kỹ năng. Nhờ đó mà các trò chơi kỹ năng của một nước nào đó đã lan rộng ra khắp thế giới, không thể không kể đến bộ môn Yo-yo, Kendama và Begleri cũng là một trong số đó. Với ưu thế là nhỏ gọn, Begleri ngày nay đã trở thành một món đồ EDC (everydaycarry) có sức hút không kém gì Fidget spinner.

## Cấu tạo

### Vật nặng(bead)
Chất liệu: Thời xưa, người Hy Lạp dùng các loại đá bán quý (đá hiếm) hoặc các loại xương, răng động vật buộc vào dây để giải trí. Ngày nay, Begleri bead được làm từ nhiều vật liệu khác nhau như: thủy tinh, dây, gỗ, kim loại: nhôm,đồng, thép không gỉ hay còn gọi là inox, kim loại quý như titan(Titan),bạc(Ag),vàng(Au), bạch kim(Pt),Tungsten(Wolfram), đá quý, đá bán quý,....Miễn sao tạo được độ nặng ở 2 đầu dây. Các chất liệu nhẹ như gỗ, nhựa dẻo thường chỉ làm vỏ bọc bên ngoài và thêm vào kim loại nặng bên trong ruột để tăng độ nặng vừa đủ. Kim loại luôn được ưu tiên bởi vì độ nặng thích hợp và độ bền bỉ, chịu được va đập do rơi nhiều lần trong quá trình luyện tập.

Kích thước: Begleri có vô số các kiểu dáng và kích thước khác nhau nhưng đa phần là hình trụ có lỗ để xỏ dây. Đa phần người chơi chọn các kiểu dáng theo ý mình thích, nhưng xu hướng thường là các loại có hình trụ hoặc hình cầu(viên bi). Đường kính khoảng 15mm đến 25mm, chiều cao khoảng 15mm đến 30mm, khối lượng khoảng 8gram đến 20gram mỗi bead (16gram đến 40gram 1 bộ). Những beads ngoài những con số trên có thể gây khó dễ cho những người chơi trung bình như người châu Á. Tuy nhiên, vẫn có sự ngoại lệ cho những người tay quá to hoặc quá khỏe để cảm nhận được độ to và độ nặng của bead.Có thể dùng dây Paracord thắt vòng quanh viên bi hoặc vật có hình cầu để tạo ra 1 Begleri mà không cần đến bead, còn gọi là Monkey Fist

### Dây
Chất liệu: Thời xưa, người Hy Lạp dùng dây thừng loại nhỏ hoặc dây da. Ngày nay, người ta thường dùng dây paracord (dây dù Mỹ) bởi vì rất rất nhiều màu sắc đẹp mắt, độ bền phải nói là tốt nhất, chịu lực hơn 100 kg và dễ sử dụng. Ngoài ra còn nhiều loại dây khác như: nhựa dẻo, da, thừng mỏng, vải,...

Kích thước: Trước đây, người Hy Lạp chơi với một sơi dây dài hơn so với ngày nay rất nhiều và rất phổ biến. Tuy nhiên đã có sự thay đổi lớn. Bởi vì đa số người chơi Begleri là lính nên sợi dây dài được cho là một sự nguy hiểm đối với quân đội Hy Lạp vào thời kỳ quân đội 1967-1974. Dĩ nhiên, độ dài dây đã được rút ngắn lại và trở nên phổ biến hơn trước gấp nhiều lần. Trở về thời nay, độ dài dây được tùy chọn theo ý thích của mỗi người, miễn sao độ dài ấy làm cho người chơi cảm thấy thoải mái nhất là được. Tuy nhiên, một số độ dài dây khác nhau sẽ có những kỹ năng, độ thoải mái, cách chuyển tiếp và phong cách chơi khác nhau. Một số kỹ năng có thể thực hiện ở dây dài nhưng không thể thực hiện ở dây ngắn và ngược lại. Vì thế, người chơi thường có nhiều Begleri để trải nghiệm được mọi kỹ năng. Vì thế nên Begleri có hai loại chiều dài dây: ngắn (short game) khoảng 13 cm, dài (long game) trên 15 cm. Theo xu hướng lựa chọn thì vào khoảng 13 cm - 16 cm. Tuy nhiên vẫn có ngoại lệ cho những người đặc biệt. Dây thường được dùng rộng rãi với đường kính 2mm và 4mm. Có nhiều cách để đan nhiều dây lại tạo thành 1 sợi dây hoàn toàn khác biệt, tạo cho người chơi những cảm giác mới.